# Рыбалко, Валентин Павлович
Валентин Павлович Рыбалко (род. 8 октября 1936, Кривой Рог, Днепропетровская область) — советский и украинский учёный, академик УААН (1993), иностранный член РАСХН (2003) и РАН (2014).

## Биография
Родился 8 октября 1936 года в городе Кривой Рог Днепропетровской области.
Окончил среднюю школу в городе Байрам-Али Туркменской ССР, работал машинистом локомобиля завода стройматериалов, потом служил радистом-оператором подводной лодки в Севастополе. 
После увольнения в запас окончил зоотехнический факультет Туркменского сельскохозяйственного института имени М. И. Калинина в Ашхабаде.
В 1961—1964 годах — зоотехник-селекционер совхоза «25 Жовтня», старший зоотехник учхоза Мигиевского сельскохозяйственного техникума, зоотехник и главный зоотехник Первомайского районного управления производства и заготовок сельскохозяйственной продукции (Николаевская область).
С 1964 года — в Полтавском НИИ свиноводства: аспирант (1964—1967), старший научный сотрудник (1967—1970), заместитель директора по научной работе (1970—1988), директор (1988—2007), с 2007 года – главный научный сотрудник.

## Научная деятельность
Академик Украинской академии аграрных наук (УААН) (1993), иностранный член РАСХН (2003) и РАН (2014). Опубликовал более 300 научных работ, в том числе 40 методических пособий и рекомендаций, 2 монографии, 5 учебников, 7 учебных пособий, получил 11 авторских свидетельств за селекционные разработки. Один из авторов красной белопоясной породы свиней.
Диссертации:
- «Крупная чёрная порода на Украине и её использование при чистопородном разведении и скрещивании» (1967);
- «Повышение продуктивности свиней путём рационального использования генетических и паратипичных факторов» (1984).

Публикации:
- Выращивание и оценка хряков в условиях элевера / В. П. Рыбалко. — М. : Агропромиздат, 1990. — 29,[2] с. : ил.; 21 см.
- Работа свинаря на ферме [Текст]. — Москва : Колос, 1975. — 144 с. : ил.; 20 см. — (Б-чка животновода).
- Справочник оператора-свиновода / [В. П. Рыбалко и др.]; Под ред. В. П. Рыбалко. — 2-е изд., перераб. и доп. — М. : Агропромиздат, 1990. — 127,[1] с. : ил.; 20 см; ISBN 5-10-000704-4 :
- Справочник мастера-свиновода / [Рыбалко, В. П. Ноздрин Н. Т., Коваленко В. Ф. и др.]. — М. : Колос, 1981. — 128 с.; 20 см.

## Награды
- дважды лауреат Государственной премии Украинской ССР в области науки и техники (1984, 1990);
- Почётная грамота Президиума Верховного Совета УССР (1986);
- Заслуженный деятель науки и техники Украины (1997);
- Почётная грамота Кабинета Министров Украины (2002).